# Pseudodracontium kuznetsovii
Pseudodracontium kuznetsovii är en kallaväxtart som beskrevs av Serebryanyi. Pseudodracontium kuznetsovii ingår i släktet Pseudodracontium och familjen kallaväxter. Inga underarter finns listade.